# Theodor Stang
Theodor Stang (Vang, Noorwegen, 14 maart 1836 - Den Haag, 20 augustus 1919) was een ingenieur van Noorse afkomst die de eerste directeur werd van de 's-Gravenhaagsche Duinwaterleiding. Hij verwierf in Nederland bekendheid op het terrein van waterzuivering.

## Biografie

### Familie en jeugd
Theodor Stang was een zoon van de lutherse predikant Thomas Stang, broer van de Noorse minister-president Frederik Stang (1808-1884). Theodor was tevens een neef van de Noorse minister-president Emil Stang (1834-1912). Na het behalen van zijn kandidaats in de filosofie in 1857 aan de Universiteit van Oslo, ging hij studeren aan de Universiteit van Luik, waar hij in 1860 afstudeerde als civiel ingenieur.

### Loopbaan
Na zijn studie vertrok Stang naar Nederland, waar hij in 1868 werd genaturaliseerd. Hij werkte eerst als opzichter bij de Staatsspoorwegen om vervolgens in 1869-1871 als bouw- en werktuigbouwkundige te werken aan de bovenbouw van de Moerdijkspoorbrug. In 1872 was Stang betrokken bij de oprichting van het gemeentelijk gasbedrijf van Den Haag.
Nadat de gemeenteraad van Den Haag op 26 september 1871 besloot tot oprichting van een duinwaterleidingbedrijf, werd Stang in 1872 aangesteld als ingenieur bij de aanleg van de duinwaterleiding. Door hoofdingenieur Jan Abel Adriaan Waldorp (1824-1893) werd hij vervolgens aangezocht om directeur te worden van de 's-Gravenhaagsche Duinwaterleiding. Op 24 oktober 1874 begon de exploitatie van de duinwaterleiding. Stang zou directeur zijn van 1874 tot 1915 en werd een adviseur van de overheid inzake het aanleggen van drinkwatervoorzieningen. Hij was in 1874 nauw betrokken bij het ontwerp van het waterbouwkundig deel van de Watertoren aan de Pompstationsweg in de Oostduinen bij Scheveningen, waarbij architect Bert Brouwer het gebouw vormgaf. Hij had al samengewerkt met Brouwer bij oprichting van het gemeentelijk gasbedrijf.
Stang ontwikkelde een eigen drainagemethode van fijn zand voor het water, waardoor de productie kon worden verdubbeld. Voor dit zogenoemde “Haags fijnzand-draineerstelsel” werd de drainageleiding in een filterbedding van schelpen en rivierzand gelegd, met als effect dat het fijne duinzand werd tegengehouden, waardoor het water via de los in elkaar geschoven drainageleidingen in de buizen kon doordringen. Het Haagse fijnzand-draineerstelsel zou landelijke navolging krijgen. Als eerste toepassing ontstond het “Brandputtensysteem Stang”; dat zorgde voor grondwater in kunstmatige wellen ten behoeve van de wateraanvoer voor brandspuiten, op plekken waar geen waterleiding was of de waterdruk was weggevallen. In Den Haag werden dertig van deze putten aangelegd, die elk konden voorzien in 1.500 liter water per minuut.

### Gezin
Krap een jaar na zijn naturalisatie trad Stang in het huwelijk met Justine Henriette Marie van Cattenburch (1845-1892), dochter van oud-officier Hendrik Jan Isaac van Cattenburch (familie van burgemeester Lodewijk Copes van Cattenburch) en Johanna Maria Baldina Stratenus, dochter van oud-minister Adam Anthony Stratenus. Zij kregen een dochter. Na het overlijden van zijn eerste vrouw trouwde Stang in 1894 met jkvr. Jacoba Philippina van Oldenbarneveld genaamd Witte Tullingh, dochter van jhr. mr. Anthony Adriaan (1805-1883). Uit dit huwelijk kwamen geen kinderen voort.

## Vernoeming
In 1995 is Theodor Stangstraat in de Haagse wijk Laakhavens naar hem vernoemd.

## Onderscheidingen
- Medaille für Mitarbeiter van de Wereldtentoonstelling van Wenen (1873)[5]
- Ridder in de Orde van Sint-Olaf (1879)[6]
- Officier in de Orde van Oranje-Nassau (1902)[7]